# Christian Presciutti
Christian Presciutti (Veneza, 27 de novembro de 1982) é um jogador de polo aquático italiano, medalhista olímpico.

## Carreira

### Jogos Olímpicos
Presciutti fez parte do elenco vice-campeão olímpico pela Itália em Londres 2012. Quatro anos depois integrou a equipe medalha de bronze nos Jogos do Rio de Janeiro.